# Gymnosporia brachystachya
Gymnosporia brachystachya là một loài thực vật có hoa trong họ Dây gối. Loài này được Baker mô tả khoa học đầu tiên năm 1882.